# Thomaskerk (Den Haag)
De Thomaskerk, tot 1997 Paaskerk, is een voormalig Nederlands Hervormd kerkgebouw aan de Harmelenstraat 108 in Den Haag, dat sinds 2018 in gebruik is als de moskee Al Qiblatain.

## Geschiedenis
De kerk werd in 1951 gebouwd in de wijk Leyenburg, die na de oorlog verder uitgebreid werd. Architect Gerrit Westerhout ontwierp een trapeziumvormige zaalkerk, met enkele bijgebouwen en een hoge opengewerkte klokkentoren aan de noordzijde. De kerk beschikte over een orgel van Flentrop orgelbouw, dat tussen 1953 en 1960 werd gebouwd.
In 1997 werd de kerk gerenoveerd, waarbij het interieur sterk werd aangepast. Gelijktijdig met de heropening werden de hervormde Adventkerk aan de Hengelolaan en de gereformeerde Vredeskerk aan de Maartensdijklaan gesloten. De gemeenten gingen gezamenlijk verder in de Paaskerk, waarvan de naam toen werd veranderd in Thomaskerk. De kerk werd behalve door de hervormde gemeente ook gebruikt door de Indonesische kerkgemeenschap GKIN. Wegens teruglopend kerkbezoek besloot het kerkbestuur in 2012 dat de Thomaskerk en een aantal andere kerken verkocht zou worden. Ondanks protest van kerkgangers werd de laatste dienst op 23 juni 2013 gehouden.

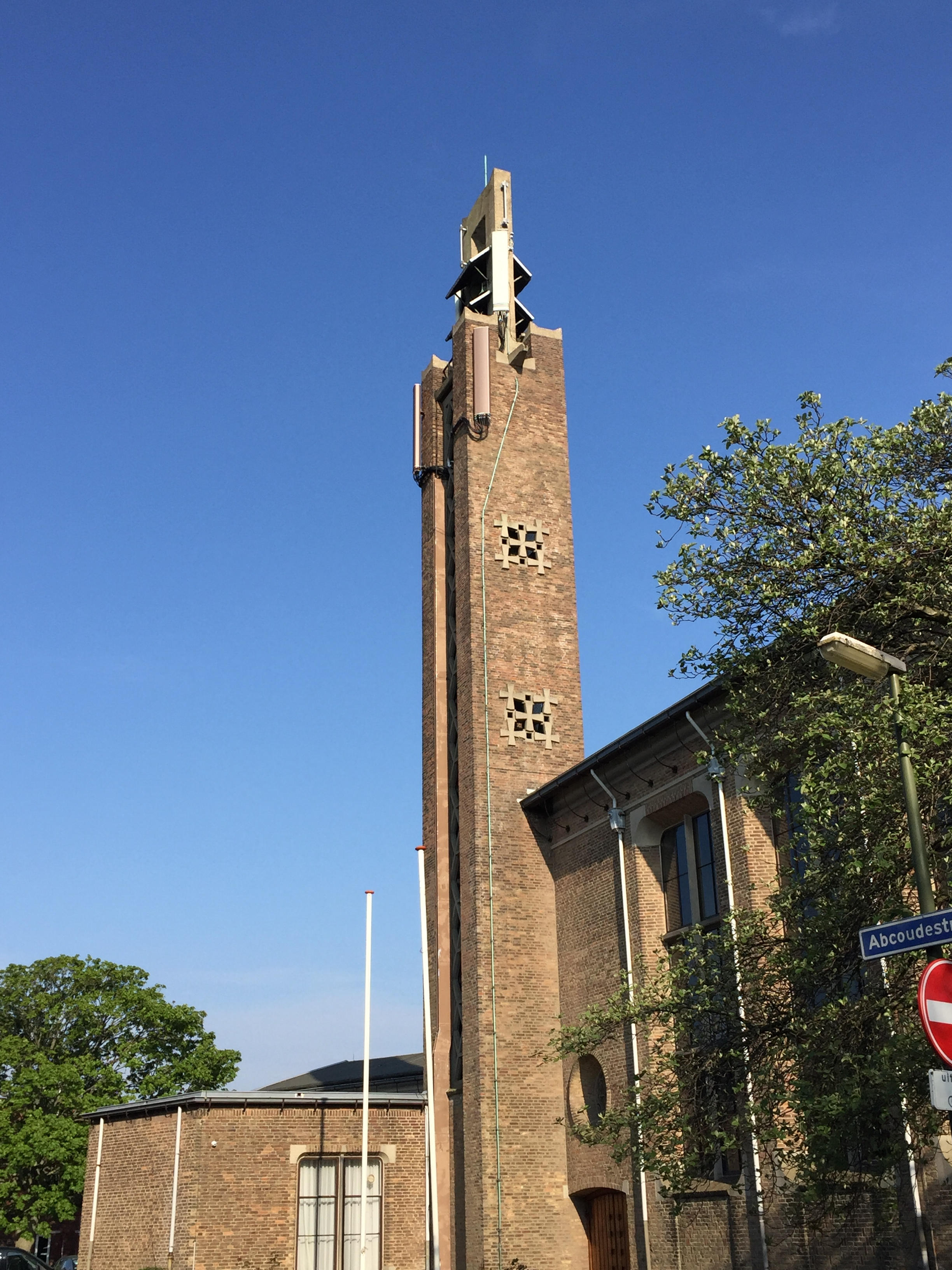
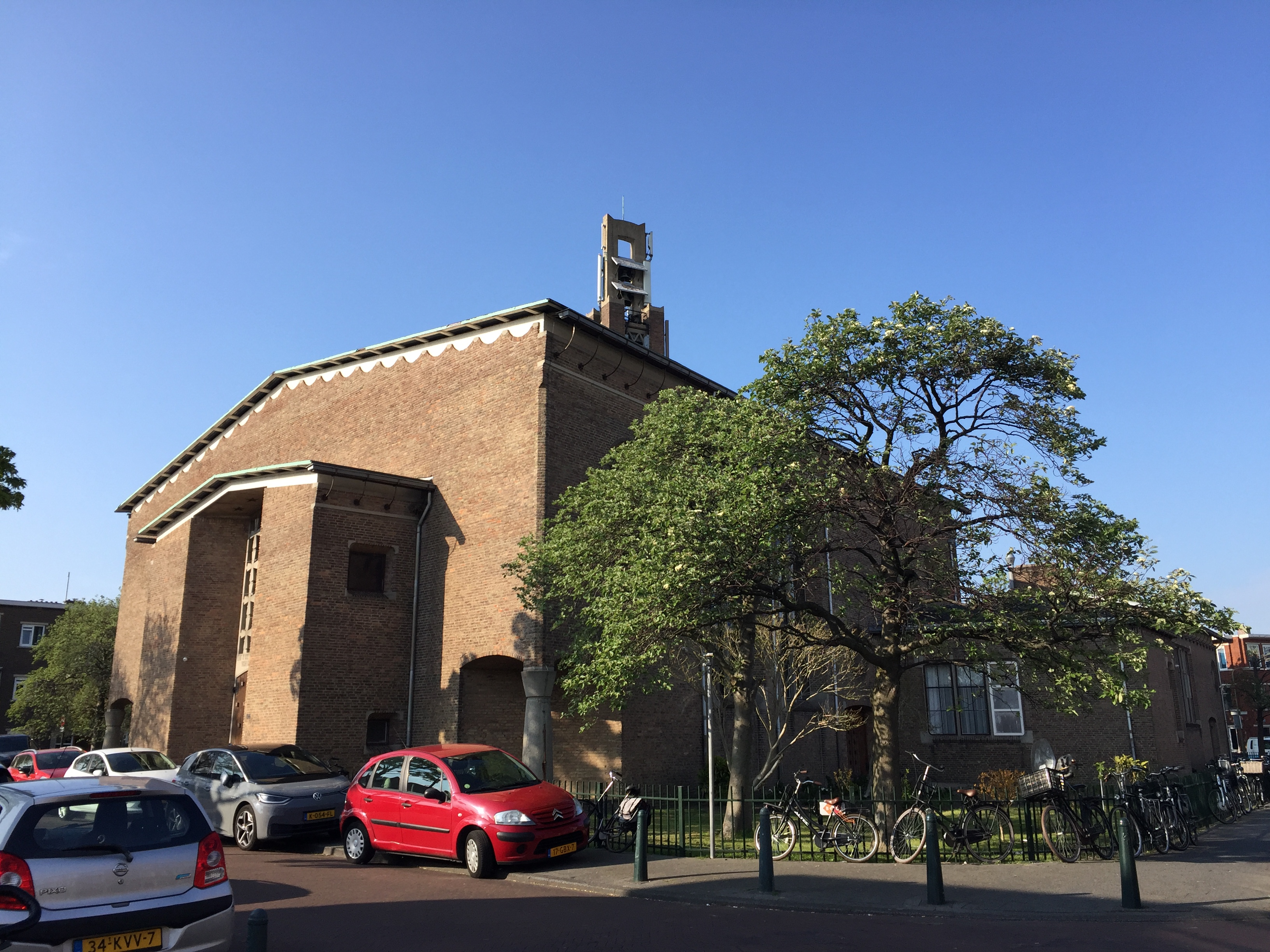
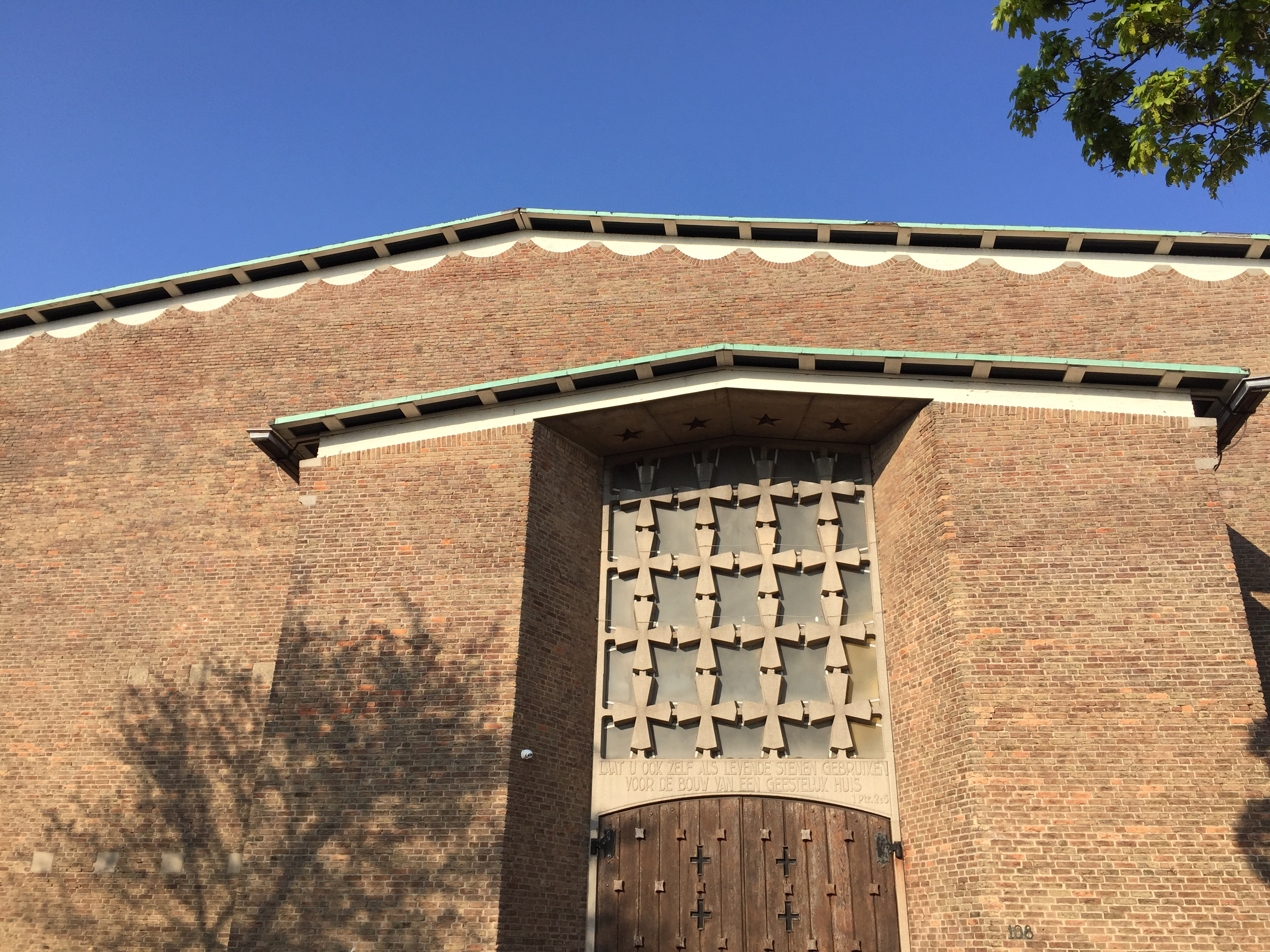
Laat u ook zelf als levende stenen gebruiken voor de bouw van een geestelijk huis
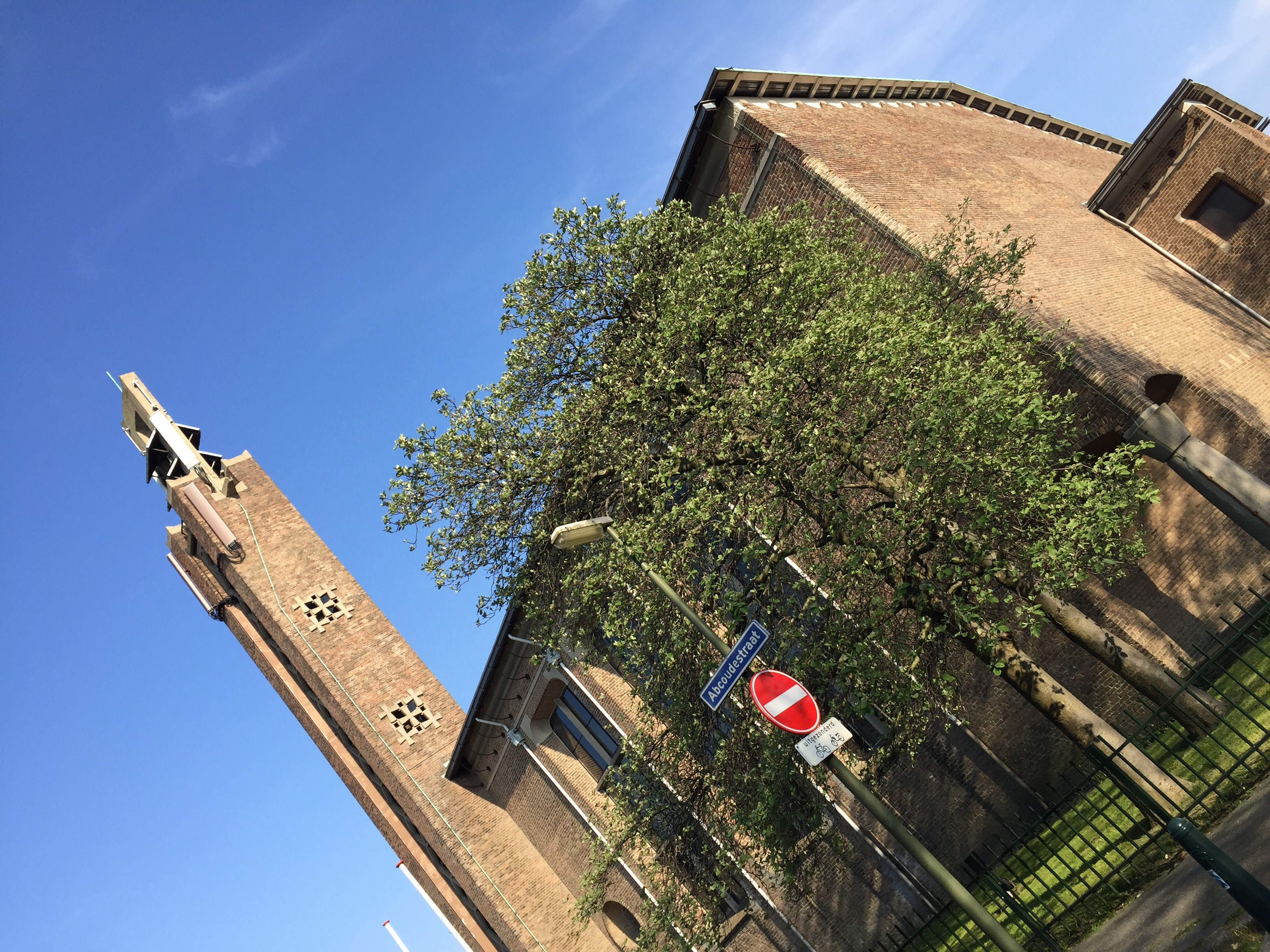

## Moskee

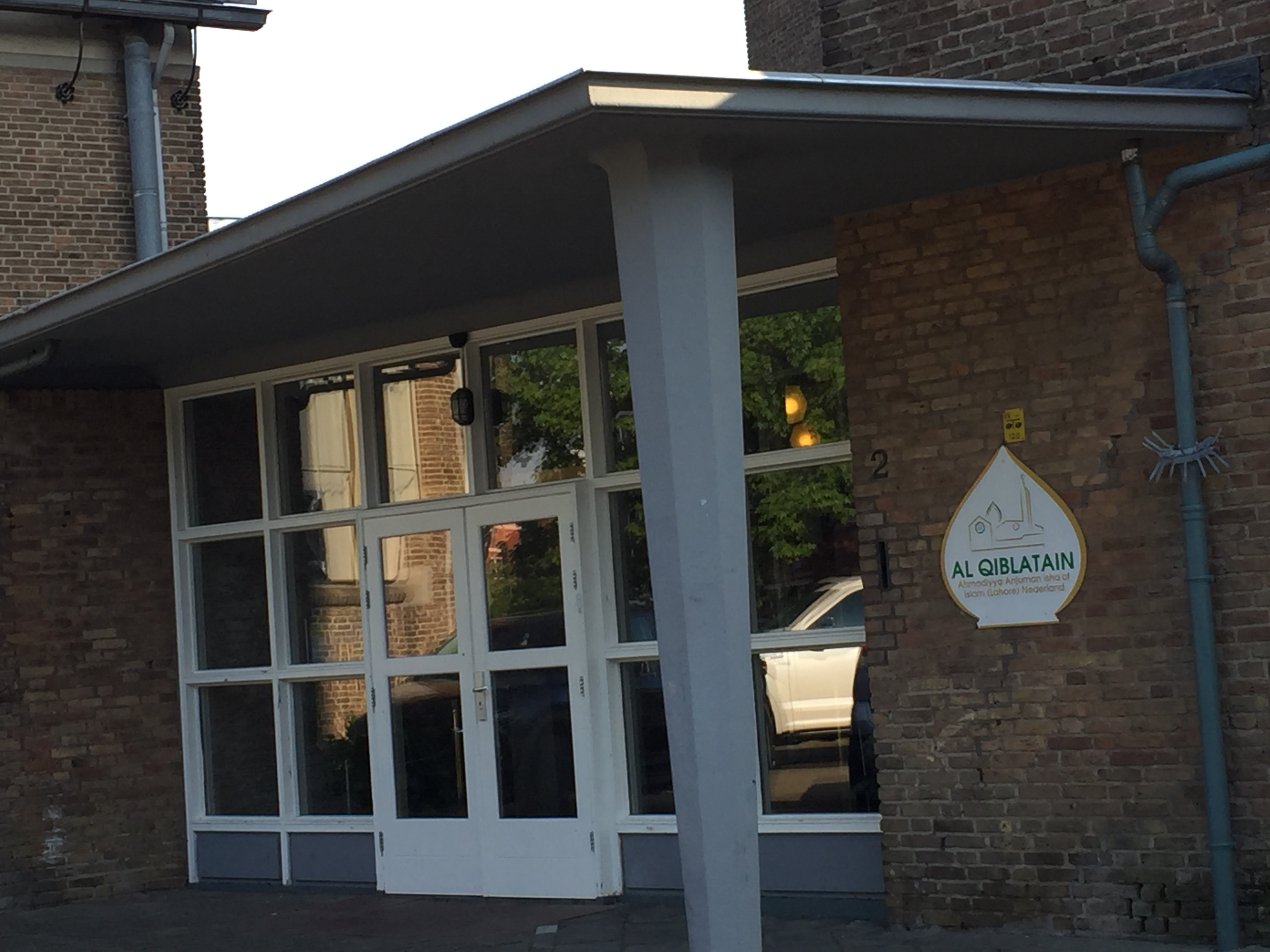
Moskee Al Qiblatain (2022)

De kerk werd in 2016 verkocht aan een projectontwikkelaar. De gemeente verzocht om het gebouw als moskee in te richten. Het gebouw werd daarop in 2017 verkocht aan de vereniging Ahmadiyya Anjuman Isha'at Islam (Lahore). Bij deze vereniging zijn voornamelijk Surinaams-Hindoestaanse moslims aangesloten. De aankondiging dat een moskee in het kerkgebouw zou worden gevestigd leidde tot protesten van omwonenden en een demonstratie van de nationalistische actiegroep Voorpost.
Bij de verbouwing tot moskee werd het interieur voor de islamitische gebedsdienst aangepast, het uiterlijk van het exterieur is echter geheel intact gebleven. De oorspronkelijke hoofdingang aan de Harmelenstraat wordt nog gesierd met kruizen en de Bijbeltekst (1 Petrus, 2: 5) "Laat u ook zelf als levende stenen gebruiken voor de bouw van een geestelijk huis". Deze ingang wordt echter niet meer gebruikt. De hoofdingang van de moskee ligt aan de andere zijde van het complex, aan de Abcoudestraat 2.
In april 2018 werd de moskee Al Qiblatain geopend.

## Monument
Vanwege de stedenbouwkundige en architectuurhistorische waarde als wederopbouwkerkgebouw is de Thomaskerk in 2018 op de gemeentelijke monumentenlijst geplaatst.